# 巴尔比努斯 (巴西)
巴尔比努斯（葡萄牙語：Balbinos）是巴西圣保罗州的一个市镇。总面积90.858平方公里，总人口3619人，人口密度39.8人/平方公里。